# Park Niepodległości (Tel Awiw)
Park Niepodległości (hebr. גן העצמאות; Ha-Atsma'ut Garden) – park miejski położony nad Morzem Śródziemnym w centralnej części Tel Awiwu, w Izraelu. Jest to popularne miejsce spotkań izraelskich homoseksualistów.

## Nazwa
Nazwa parku nawiązuje do ogłoszenia w dniu 14 maja 1948 Deklaracji Niepodległości Izraela, co dało początek Państwu Izraela.

## Położenie
Park zajmuje powierzchnię 15 ha, która rozciąga się na wapiennym wzgórzu o wysokości około 20 metrów n.p.m., położonym w osiedlu Cafon Jaszan, na południe od rzeki Jarkon w Tel Awiwie.

## Środowisko naturalne
Tereny parku Niepodległości są w większości porośnięte trawami, a drzewostan jest zdominowany przez oleandry i agawy. Z innych roślin występują tutaj między innymi wiesiołek, opuncja figowa, jukka i tamaryszek. Podłożem są skały wapienne.

## Rozkład przestrzenny
Park został zaprojektowany przez architekta krajobrazu Avrahama Karavana. Park został zaprojektowany w stylu ogrodu angielskiego, w którym wykorzystano naturalne warunki terenu tworząc tereny trawiaste otoczone żywopłotami. Przy planowaniu parku przyjęto za najważniejsze zadanie zachowanie pięknego widoku na morze. Pojawiły się jednak trudności z sadzeniem niektórych gatunków roślinności w pobliżu plaży. Roślinność nie potrafiła się dostosować do silnego wiatru i słonej wody morskiej. Rozwiązaniem tych problemów okazało się wprowadzenie niewielkich zmian w topografii terenu: wschodnią część parku obniżono, a zachodnią podwyższono.

## Historia
Badania archeologiczne odkryły istnienie w południowej części parku pozostałości fortyfikacji twierdzy Aleksandra Jannaja, z dynastii Machabeuszów.
W drugiej połowie XIX wieku w południowej części wzgórza chowano zmarłych z pobliskiej arabskiej wioski Al-Mas'udiyya (hebr. סומייל; Summayl).
W opracowanym w 1925 przez architekta sir Patricka Geddesa planie rozbudowy Tel Awiwu, w miejscu tym zaplanowano park. Podczas wojny domowej w Mandacie Palestyny znajdowała się tutaj baza wojskowa brytyjskiej armii. W trakcie wojny o niepodległość w 1948 bazę przekształcono w bazę Sił Obronnych Izraela „Camp Yona”. To tutaj zgromadzono broń przejętą z zatopionego statku Irgunu „Altalena”. Po wojnie bazę przekształcono w przejściowy obóz dla imigrantów.
Pierwsze drzewa zasadzono w dniu 14 maja 1949 – Dzień Niepodległości Izraela. Oficjalne otwarcie parku nastąpiło w 1952.
W 1963 Kadi Tawfik Asali wydał oficjalne zezwolenie na przeniesienie muzułmańskich grobów, aby umożliwić wybudowanie w tym miejscu Hotelu Hilton Tel Awiw. Sprawa ta wywołała wielkie oburzenie wśród izraelskich Arabów. Izraelskie władze negocjowały z siecią hotelową Hilton inną lokalizację hotelu, ale sieć Hilton odmówiła. Po długich rozmowach Hotel Hilton Tel Awiw powstał w samym centrum parku.

## Kultura
W obrębie parku znajduje się estrada koncertowa. Jest tu także wiele rzeźb oraz pomników, w tym pomnik izraelskich pilotów Aarona Davida Sprinzaka i Matityahu Sukenika, którzy zginęli broniąc miasta przed egipskim bombardowaniem w 1948.

## Sport i rekreacja
W parku wybudowano boisko do piłki nożnej oraz wytyczono trasy spacerowe i rowerowe.

### Baza noclegowa
W centralnej części parku znajduje się luksusowy Hotel Hilton Tel Awiw, a na północny wschód od parku jest Grand Beach Hotel.